# Atreyapuram

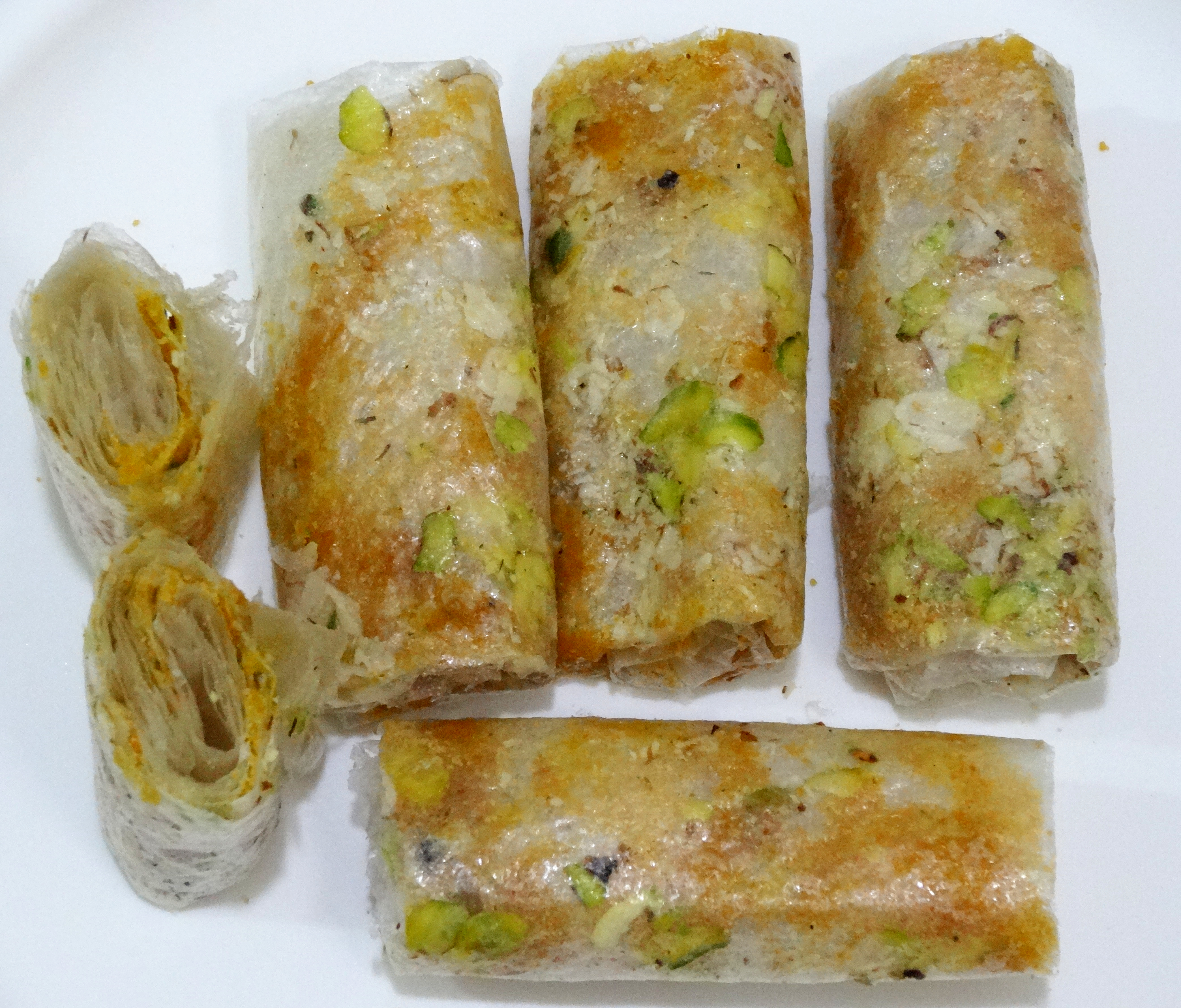
Pootharekulu

Atreyapuram là một mandal thuộc huyện East Godavari, bang Andhra Pradesh, Ấn Độ.